# レビラト婚
レビラト婚（レビラトこん）は、寡婦が死亡した夫の兄弟と結婚する慣習。レビラトは、ラテン語で夫の兄弟を意味するレウィル(levir)に由来する。レビレート婚とも。
死亡した妻の代わりにその姉妹が夫と結婚する慣習のことはソロレート婚という。

## 概要
レビラト婚には、最初の婚姻で結ばれた両親族集団の紐帯を維持する役割があった。
歴史的にはユダヤ、パンジャブ、モンゴル族、匈奴、チベット民族などで見られた。兄弟が寡婦の権利・義務を受け継ぐ場合も含めると、世界中に広く見られる。
古代のユダヤにはレビラト婚は禁止と義務の双方の定めがあった。律法の『レビ記』18章16節・20章21節では兄弟の妻と肉体関係を結ぶことをタブーとしている。例外的に、子供がいないまま夫が死亡した場合は、『申命記』25章5節にあるように、逆に「夫の兄弟が未亡人と再婚する」ことが義務とされた 。この事情を考慮しないと、フラウィウス・ヨセフスの『ユダヤ戦記』2巻7章4節 や『ユダヤ古代誌』17巻12章1・4節 で、ヘロデ大王の息子アルケラオスが異母兄アレクサンドロスの未亡人グラフュラを娶ったことが「我々（ユダヤ人）のしきたりに反する」と批難されるくだりは理解しがたい。
中国では同姓不婚と儒教の観点からタブーとされ、周辺国のレビラト婚を蛮族の風習として非常に嫌った。また実の兄弟の妻のみならず一門の女性を妻とするのも忌避された。例えば、劉備と同族の劉瑁の未亡人の結婚は否定的に見られた。
日本では逆縁婚、もらい婚と言う。かつては武家の間でも見られたが、儒教の価値観が浸透した江戸時代中期以降は、武家社会の人々の間では嫌われるようになっていった。しかし、庶民の間では受け入れられていた慣習であった。武家社会への配慮から、逆縁婚は1875年（明治8年）12月8日の太政官指令で禁止されたが、その後成立した民法に逆縁婚の禁止規定は盛り込まれなかった。近代日本でも、夫が出征して戦死して妻が戦争未亡人となった場合に夫の兄弟と再婚する事例も散見された。

## 歴史上の人物の例

### ヨーロッパ
- 古代ギリシア、ロドスのメントルの妻バルシネは、メントルの死後、メントルの弟メムノンの妻になった。
- イングランド王ヘンリー8世の最初の王妃キャサリン・オブ・アラゴンは、ヘンリーの兄アーサーと死別後にヘンリーと再婚した。この結婚は本来カトリックの教会法に反するものであり、教皇が特別に許可した。後にヘンリー8世は教会法に反することを理由にして逆に離婚（婚姻の無効）の許可を求めたが、政治上の理由から時の教皇がそれを認めず、イングランド国教会の成立のきっかけとなった。
- ポーランド王ヴワディスワフ4世の2番目の王妃ルドヴィーカ・マリア・ゴンザーガは、ヴワディスワフの死後にその異母弟ヤン2世が王位を継承するに際し、ヤンと再婚して2代の王の妃となった。
- ポーランド王ヤン3世ソビェスキの孫娘マリア・カロリナ・ソビェスカは、最初の夫テュレンヌ公フレデリック・モーリスと結婚から10日で死別した後、その弟シャルル・ゴドフロワと再婚した。
- パルマ公世子オドアルド2世の妃ドロテア・ゾフィア・フォン・プファルツ＝ノイブルクは、オドアルドの死後にその異母弟で公位を継いだフランチェスコと再婚した。

### 中東
- ヘロデ大王の息子アレクサンドロスの妻グラフュラ（カッパドキア王のアルケラオスの娘）は、夫が処刑された後、一度別の人物に嫁いだが、アレクサンドロスの異母弟のアルケラオス[8]と再婚した[9]。

### 中国
- 唐の太宗李世民は、玄武門の変で同母弟の斉王李元吉を殺害した後にその妃の楊氏（隋の楊雄の従孫娘）と関係して、李明をもうけた（しかし正式な側室にはされていない）。
- 金の太祖阿骨打の次男繩果の妃蒲察氏は、繩果の死後にその異母兄斡本と再婚した。斡本は繩果と蒲察氏の子である熙宗の養父となり、その即位に貢献した。
- 清の世祖順治帝の生母孝荘文皇后は、太宗ホンタイジの側室の一人であったが、太宗の死後に世祖の摂政となった太宗の異母弟ドルゴンと再婚したという説がある。レビラト婚は満洲族（女真）の古来の風習では普通に行われていたが（上述した金の皇族はその一例）、儒教では不義にあたるとされ、ホンタイジはこれを禁じており、実際にこの結婚が行われたか否かについては議論が分かれている。

### 日本
- 古河公方足利義氏の娘（足利氏姫）は、豊臣秀吉の意向で小弓公方足利頼純の嫡男足利国朝と結婚した。名族である関東公方系足利家の分裂解消と再興を意図したものであったが、国朝が早世したため、足利氏姫はその弟足利頼氏と再婚した。頼氏は喜連川藩の初代藩主となり、足利氏姫との間の嫡孫尊信が跡を継いだ。
- 徳川家康の異父妹多劫姫は、最初の夫松平忠正の死後にその弟忠吉と再婚した（その後さらに保科正直と再婚しており、3人の夫それぞれとの間に子供がいる）。
- 初代薩摩藩主島津忠恒の正室亀寿は、忠恒の兄島津久保の死後に忠恒と再婚した。
- 小笠原家初代小倉藩主小笠原忠真の正室亀姫は、忠真の兄小笠原忠脩の死後に忠真と再婚した
- 佐賀藩主鍋島勝茂の嫡男鍋島忠直の正室ムリ姫は、忠直の死後にその弟の直澄と再婚した。勝茂の跡を継いだのは忠直とムリ姫の子の光茂で、直澄は別家（支藩蓮池藩）を立てた。
- 薩摩藩士北郷家で、北郷久直の死後に北郷久定が久直の娘千代松を娶って跡を継いだが早世し、その弟の島津忠長（以後代々島津姓を名乗る）が千代松を娶ってその跡を継いだ。
- 男爵九鬼隆一の嗣子（次男）九鬼一造の死後、弟（四男）の九鬼周造が一造の妻縫子と結婚した。ただし、周造と縫子はのちに離婚しており、また隆一の死後は一造と縫子の子の隆一郎が男爵位を継いだ。

## 関連作品
- ハムレット - ウィリアム・シェイクスピアの戯曲。主人公である王子ハムレットの父王の死後、王の弟クローディアスが王位に即き、ハムレットの母である王妃ガートルードと再婚している。
- ホーリー・ウェディング - 1994年のアメリカのコメディ映画。レナード・ニモイ監督、パトリシア・アークエット主演。男女の強盗犯が男の故郷の宗教コロニーへ逃れ、成り行きで結婚式を挙げるが、男は事故死する。女は聖書の教えによるコロニーの決まりで、男の12歳になる弟と再婚することになる。
- 死者との結婚（原題：I Married a Dead Man） - ウィリアム・アイリッシュの小説。
- 車井戸はなぜ軋る - 横溝正史の推理小説。当主が出征したまま生死不明の旧家で、残された妻を当主の弟と再婚させようとする周囲の画策が、伏線の一つになっている。